# Distretto di Sussundenga
Il distretto di Sussundenga è un distretto del Mozambico, facente parte della Provincia di Manica.

## Suddivisioni amministrative
Il distretto è suddiviso in quattro sottodistretti amministrativi (posti amministrativi):
- Sussundenga
- Dombé
- Muhoa
- Rotanda